# 三线学生
三线学生，指1970年中国陕西省参与修建三线战备铁路——襄渝铁路的中学学生。
1970年，襄渝铁路陕西段开工修建，承建襄渝铁路的铁道兵兵力不足，要求陕西省组织民兵配合铁道兵施工。陕西省安康地区劳力已经派完，仍不够用。在铁道兵的多次催促下，陕西省革命委员会召开了紧急会议，会上决定选调西安市中学的1969届应届初中毕业生支援三线建设，修建襄渝铁路。1970年8月，西安市10,000名1969届学生奔赴陕南秦巴山区，配属铁道兵参与襄渝铁路施工。
由于襄渝铁路建设工地劳力还是不足，1971年3月，陕西省革命委员会又动员了15,000名1970届学生支援三线建设修建襄渝铁路。这次动员的行政区域范围扩大到陕西省关中地区，除了西安市，还有宝鸡市、铜川市、咸阳地区、渭南地区和宝鸡地区的城镇学校。15,000人中大部分是1970届学生，小部分是1969届学生，还有一些社会青年。
陕西省革命委员会将支援三线建设的25,000名学生编成141个连队，其中女子连26个，命名为学生民兵，直接由铁道兵管理。当时将这些支援三线建设，修建襄渝铁路的学生称之为三线学生。1970年8月至1973年7月，141名三线学生在施工中因公牺牲、意外死亡。